# Rue Maurice-Utrillo
La rue Maurice-Utrillo est une voie du 18e arrondissement de Paris, en France. Elle est non carrossable, en pente, agrémentée d'un escalier.

## Situation et accès
La rue Maurice-Utrillo est une voie publique à forte déclivité dotée d'un escalier d'une longueur de 65 m. 
Dans le prolongement immédiat de la rue Muller, elle débute au 1, rue Paul-Albert et se termine à la jonction de la rue Lamarck et de la rue du Cardinal-Dubois, au pied de la basilique du Sacré-Cœur.
Les bâtiments de la rue ne connaissent que des numéros pairs puisque le jardin occupe le côté sud.

## Origine du nom

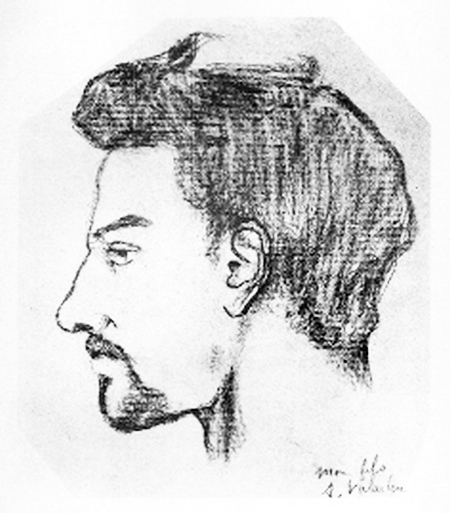
Portrait de Maurice Utrillo par sa mère, Suzanne Valadon.

La rue rend honneur à Maurice Utrillo (1883-1955), artiste peintre de l'École de Paris, qui a souvent utilisé la butte Montmartre comme décor à son œuvre.

## Historique
La rue Maurice-Utrillo est créée le 18 avril 1963 par le détachement d'une partie de la rue Muller.

## Bâtiments remarquables et lieux de mémoire
- No 2 : de 1914 à 1959, un photographe, François Gabriel, qui avait son échoppe à ce no  (anciennement, no 36 de la rue Muller), fait poser les passants dans les escaliers[2]. Ses clichés offrent une représentation joyeuse du quartier[3].

## La rue au cinéma
La rue est souvent utilisée comme décor de films : 
- Le fabuleux destin d'Amélie Poulain (au no 4 de la rue[4]),

- Juliette ou la clé des songes[5].

## Galerie

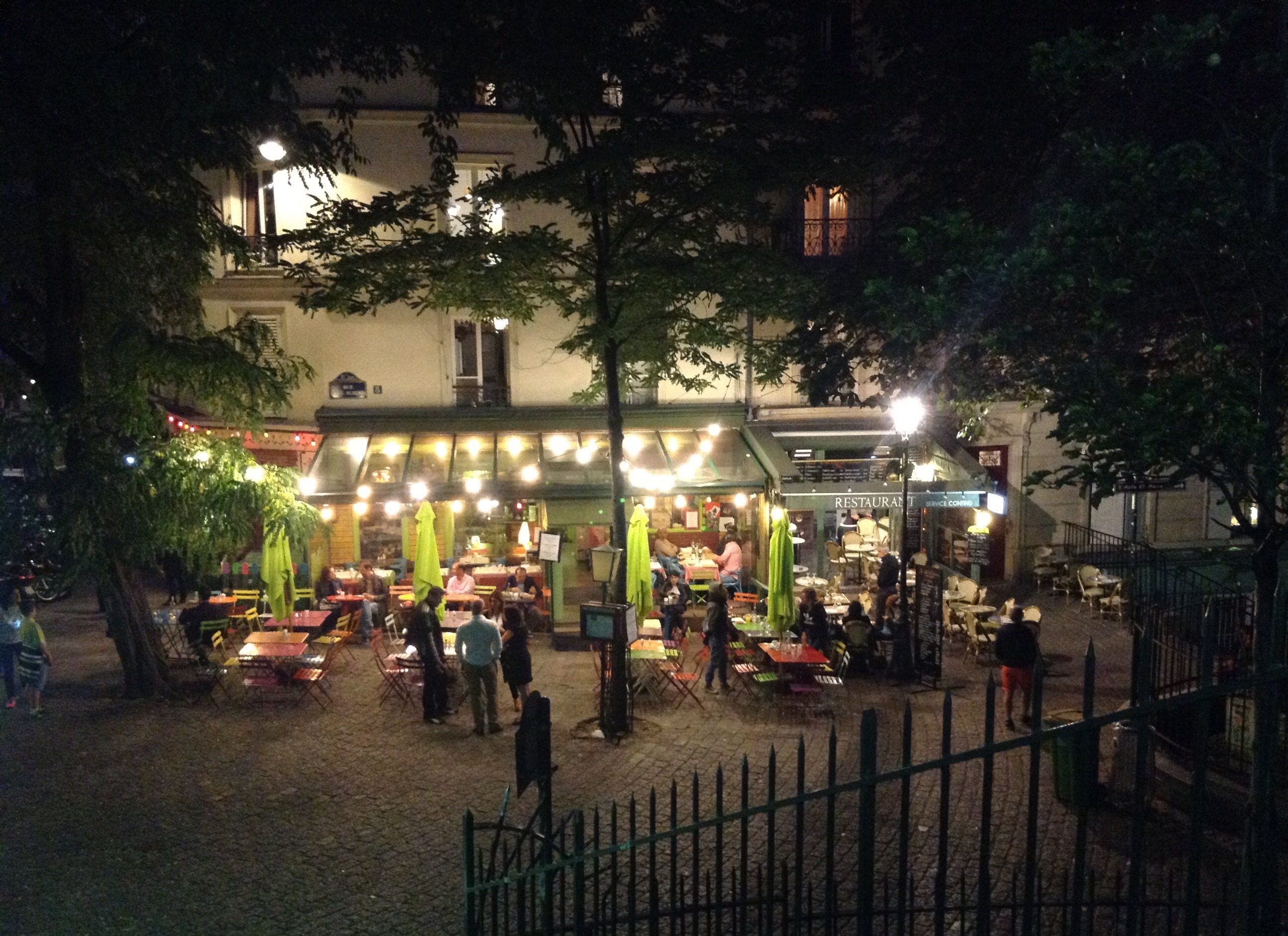
Bas de l'escalier de la rue Maurice-Utrillo.
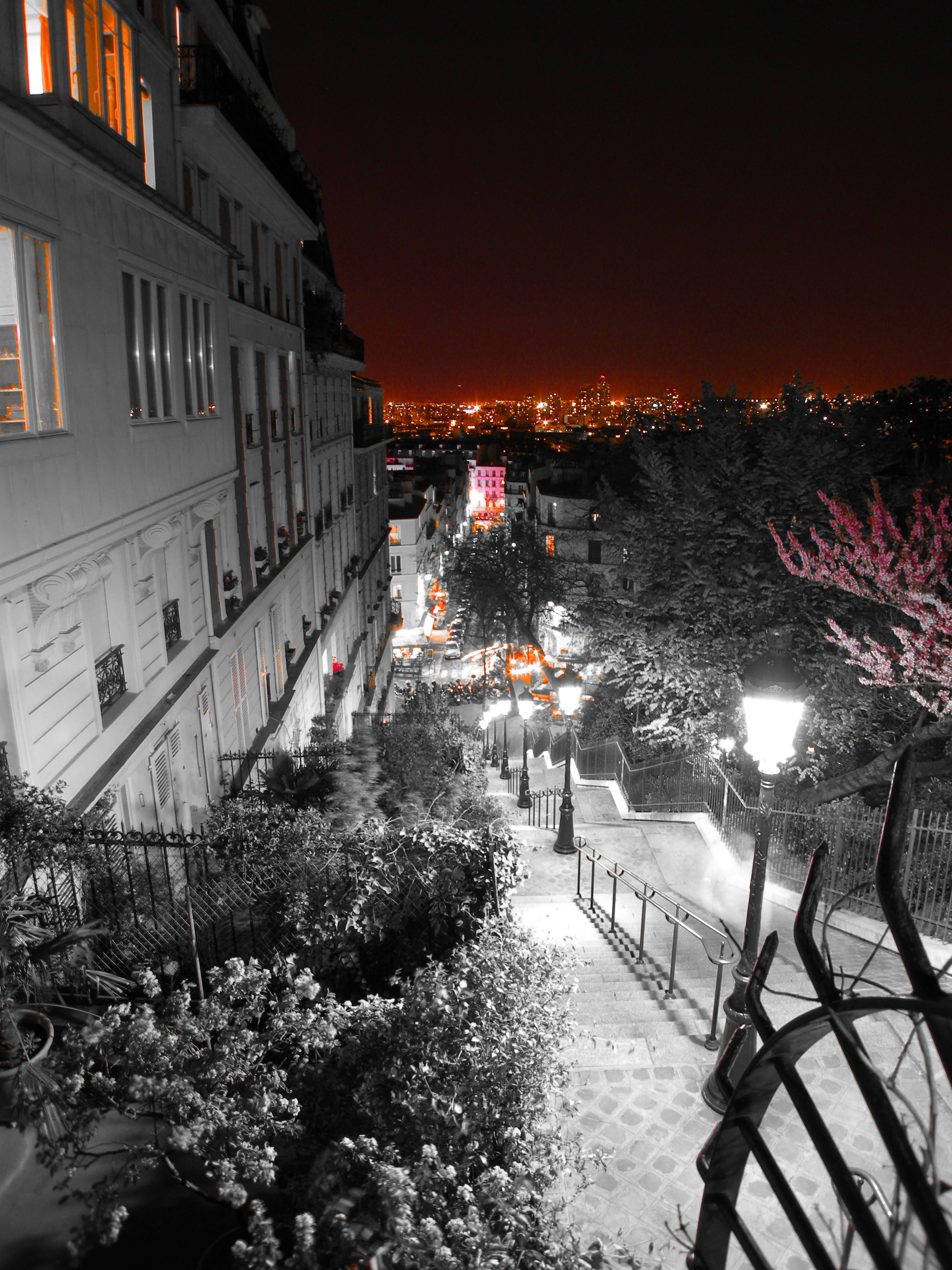
Les escaliers de la rue Maurice-Utrillo et Paris vu de nuit.
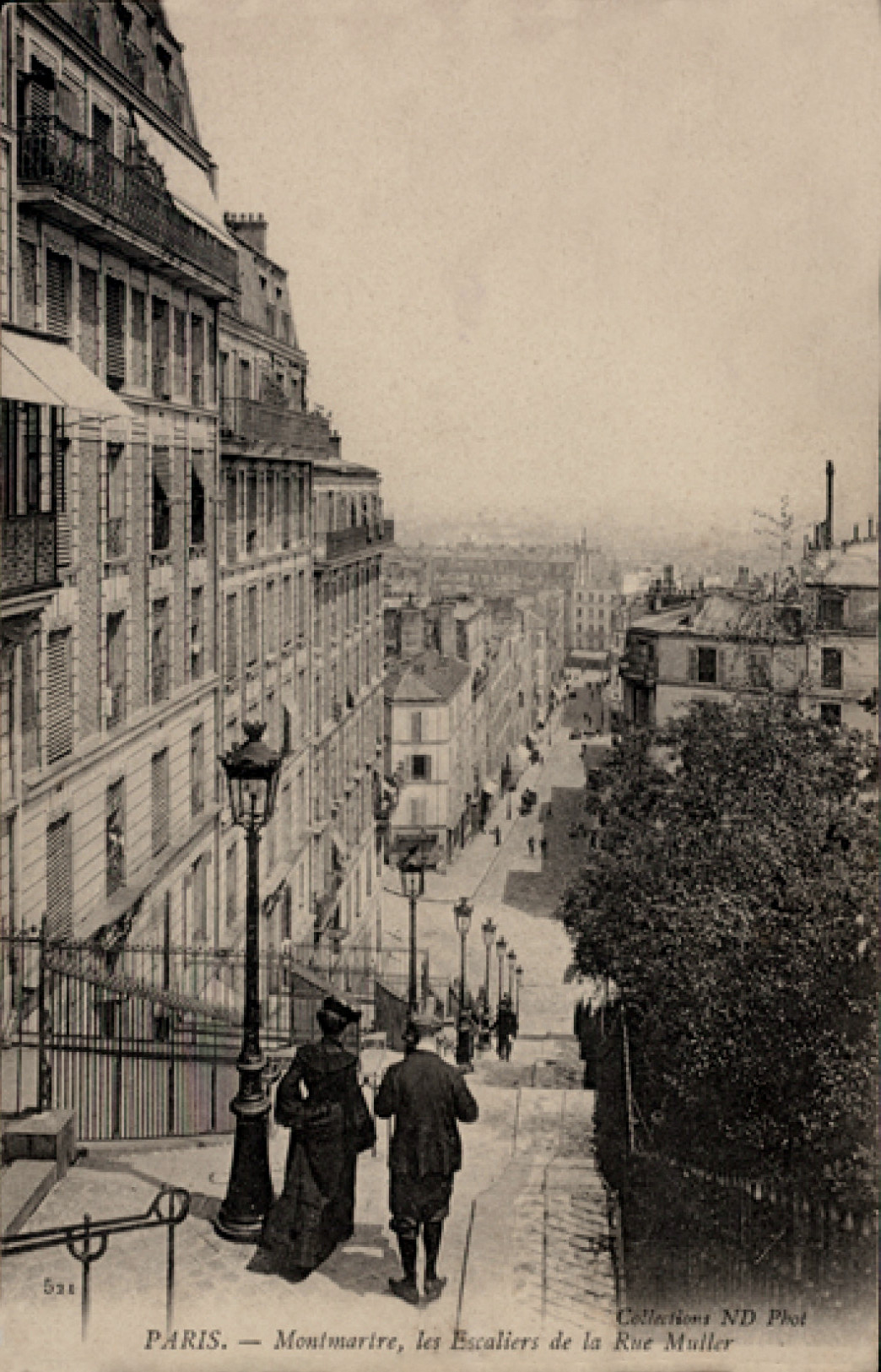
Escaliers de la rue Maurice-Utrillo au début du XXe siècle.